# 青乡站
青鄉站（日语：／ Aonogō eki */?）是一個位於福井縣大飯郡高濱町青、屬於西日本旅客鐵道（JR西日本）小濱線的鐵路車站。

## 車站結構
敦賀方向左側的側式月台1面1線的地面車站（停留所），月台位於比站舍更高的位置。簡易委託站。

## 相鄰車站
西日本旅客鐵道
■小濱線
松尾寺－青鄉－三松